# Pacífico (Madrid)
El barrio del Pacífico pertenece al distrito de Retiro de Madrid, España, siendo administrativamente el barrio 31 de la ciudad. Su nombre proviene de la calle del Pacífico, principal calle del barrio que lo recorre de un extremo a otro.

## Datos
Entre 1986 y 2014, fue el barrio más poblado y de mayor densidad del distrito en el que se encuentra, el distrito Retiro. La sede del Ayuntamiento, la Junta Municipal del Distrito de Retiro (Madrid) se ubica en uno de los edificios de los antiguos Cuarteles de Daoiz y Velarde. Cuenta con una superficie de 75,0065 hectáreas, y a fecha de 2014 contaba con una población de 33.839 habitantes empadronados.
El nombre de Pacífico fue puesto en recuerdo de las expediciones de guerra protagonizadas por la Armada española en 1865 en Hispanoamérica. Paradójicamente, el cambio de nombre de la calle del Pacífico se produjo tras la guerra civil española. 
El barrio del Pacífico ocupa toda la fachada sur del distrito de Retiro. siendo la zona de mayor densidad de población y población joven de todo el distrito. Actualmente se divide en dos zonas administrativamente: La zona oriental, denominada Adelfas, y la zona occidental, que ha conservado el nombre histórico de la barriada. Se trata de un barrio de clase media-alta con una arquitectura y entramado de las calles típico del Ensanche de Madrid.
Administrativamente limita con los barrios de Jerónimos (35) al noroeste, Niño Jesús (36) al norte, Estrella (33) al noreste, Adelfas (32) al este.
Está delimitado por el paseo de la Infanta Isabel, el paseo de la Reina Cristina, la plaza de Mariano de Cavia, la avenida del Mediterráneo, la plaza del Conde de Casal, la calle del Doctor Esquerdo, la calle de Pedro Bosch y las vías del tren que convergen en la estación de Atocha. Si bien históricamente el barrio del Pacífico ha tenido unos límites mucho más amplios, abarcando el espacio ubicado entre Atocha y el Puente de Vallecas y entre la avenida del Mediterráneo y la calle de Méndez Álvaro.

## Historia

### Breve resumen
El barrio surge y se constituye a lo largo de la avenida Ciudad de Barcelona, entre Atocha y Vallecas, teniendo la zona norte un carácter residencial y la sur (a ambos lados de la playa de vías de Atocha) un marcado carácter industrial.
Lo más destacable de la historia del barrio de Pacífico son «los cuarteles» (actual polideportivo Daoiz y Velarde) donde se organizan los Juegos Deportivos Municipales de baloncesto del distrito Retiro y otras actividades deportivas que fueron utilizados durante la guerra civil convirtiendo a la zona en un punto caliente de Madrid.
Junto al metro Pacífico se encuentra el centro de mayores municipal Benito Pérez Galdós, ubicado junto a dos parques abiertos y accesibles que posibilitan la socialización de mayores, adultos y niños por los servicios que dispone, columpios, canchas para juegos de baloncesto y balonmano, zonas para perros, bancos para sentarse a la sombra bajo los árboles.

### Acontecimientos históricos
El 11 de marzo de 2004 el mayor atentado de la historia de Europa que acabó con la vida de 192 personas cometido por terroristas islámicos en este barrio, exactamente en las vías de tren de la calle de Téllez, justamente detrás del polideportivo Daoiz y Velarde que fue utilizado como hospital de campaña.

### Edificios de relevancia histórica

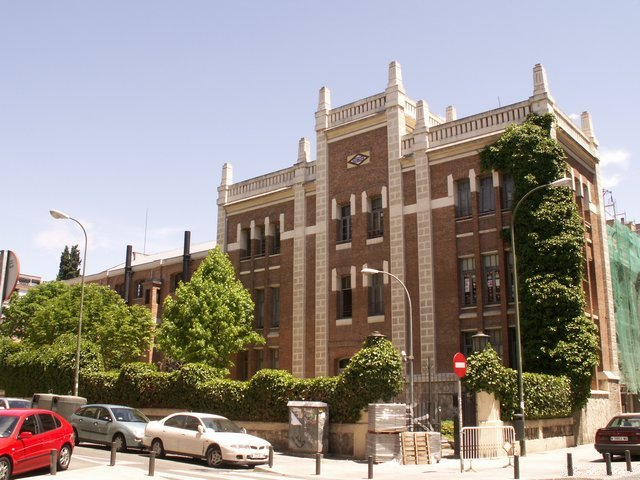
Antigua central eléctrica de Pacífico, en la que se encontraba la nave de motores, hoy una de las dos sedes de Andén 0, el centro de interpretación de Metro de Madrid.

- Basílica de Nuestra Señora de Atocha, es donde tradicionalmente son bautizados los miembros de la Familia Real española. En 2004 los príncipes de Asturias acudieron a este lugar a depositar su ramo de boda.
- Panteón de Hombres Ilustres, junto a la Basílica de Atocha construido entre 1892 y 1899 por Fernando Arbós y Tremanti, es lugar de entierro de diversas personalidades de la vida política de finales del siglo XIX y principios del XX, en sepulcros tallados por grandes escultores como Mariano Benlliure, Agustín Querol o Arturo Mélida, Pedro Estany y Federico Aparici.
- Real Fábrica de Tapices, frente a los dos anteriores. Edificio neomudéjar diseñado por José Segundo de Lema y declarado Bien de Interés Cultural, que alberga diversos eventos y exposiciones.
- Edificio de la Institución Libre de Enseñanza sección Retiro, actualmente es el pabellón E del Instituto Isabel la Católica y se utiliza para impartir el Bachillerato; data de 1930.
- Cuarteles de Daoíz y Velarde. Después de ser un punto caliente en la guerra civil española estuvieron durante muchos años abandonados, y pasaron a ser un polideportivo en 2003, con el consecuente aumento del precio de la vivienda a su alrededor, también debido a la presión inmobiliaria de los tiempos de la remodelación del antiguo cuartel.
- Edificio principal del CP San Isidoro, inaugurado en 1902 por Alfonso XIII ha sido siempre utilizado como colegio público (femenino durante la dictadura franquista), el Partido Popular (PP) trató de adquirirlo como sede para el distrito Retiro en 2002, pero fue evitado por varias manifestaciones de alumnos, padres y profesores del centro.
- Nave de Motores del Metro de Madrid: durante los años 2006 - 2008 se restauró la antigua Nave de Motores de Pacífico, recuperando su aspecto original. El proyecto original de esta central eléctrica es de 1923 y corresponde al arquitecto Antonio Palacios y a los ingenieros José María y Manuel Otamendi. En su interior se encuentran tres impresionantes motores diésel y el resto de la maquinaria que en su momento sirvió para generar y almacenar la energía con la que se alimentaban los trenes.[1]

## Instituciones
- Junta Municipal de Retiro
- Club Baloncesto Pacífico
- Asociación Juvenil e Infantil Virgen de Atocha (AJIVA)
- Oficinas de RENFE
- Sede social del Metro de Madrid

## Centros educativos
- Escuela de Arte 10
- Colegio Sagrado Corazón de Jesús
- Colegio Reinado Corazón de Jesús
- CP San Isidoro
- CP Calvo Sotelo
- IES Isabel la Católica
- Colegio Virgen de Atocha
- CP Francisco de Quevedo
- CP La Paz

## Residentes célebres
- Isabel Quintanilla, pintora[8]

## Centros municipales de mayores
- Centro municipal de Mayores Benito Pérez Galdós[5][6]

## Callejero
- Calle de Abtao
- Calle del Alberche
- Calle de Antonio Nebrija
- Calle de Betania
- Calle de la Caridad
- Calle Cavanilles
- Pasaje de Cavanilles
- Avenida de la Ciudad de Barcelona
- Calle de las Cocheras
- Calle del Comercio
- Plaza del Conde de Casal
- Calle del Doctor Esquerdo
- Calle de Fuenterrabía
- Calle de Granada
- Calle de Gutemberg
- Calle de Hoyuelo
- Pasaje de Hoyuelo
- Paseo de la Infanta Isabel
- Calle de Juan de Urbieta
- Calle de León Gil de Palacio
- Plaza de Mariano de Cavia
- Avenida del Mediterráneo
- Avenida de Menéndez Pelayo.
- Calle de Narciso Serra
- Calle de Pedro Bosch
- Calle Regalada
- Paseo de la Reina Cristina
- Calle de Sánchez Barcáiztegui
- Calle de Téllez
- Travesía de Téllez
- Calle de Valderribas
- Calle de Vigo
- Calle de Vandergoten

## Demografía
Tiene una población de 36 959 a 1 de enero de 2006. La evolución de la demografía en el barrio ha experimentado un aumento moderado a lo largo de los últimos 20 años. Así en 1986 la población del barrio era de 34 926, en 1991 era de 34 103, en 1996 era de 33 674 y en 2001 era de 35 405. Por tanto, si tomamos como referencia la población de 1986, esta se ha visto incrementada en un 5,8 %, mientras que la población de la ciudad de Madrid, en ese mismo periodo, ha crecido un 4,8 %.
| Año  | Población | Evolución de la población |
| ---- | --------- | ------------------------- |
| 1986 | 34 926    | 100                       |
| 1991 | 34 103    | 97,6                      |
| 1996 | 33 674    | 96,4                      |
| 1998 | 34 143    | 97,8                      |
| 1999 | 34 886    | 99,9                      |
| 2000 | 34 833    | 99,7                      |
| 2001 | 35 405    | 101,4                     |
| 2002 | 35 885    | 102,7                     |
| 2003 | 36 615    | 104,8                     |
| 2004 | 36 656    | 105                       |
| 2005 | 37 055    | 106,1                     |
| 2006 | 36 959    | 105,8                     |

La edad media del barrio es de 43,67 años. A pesar de ser una edad superior a la media de la ciudad (42,00 años), se encuentra por debajo de la media de edad del distrito, que es de 43,88 años.
Cuenta con una población extranjera de 4393, lo que representa un 11,89 % de la población.

## Transportes

### Cercanías Madrid
En un extremo se encuentra la estación de Atocha, con servicio de cercanías, media distancia y largo recorrido.

### Metro de Madrid
La línea 1 recorre el barrio con parada en Estación del Arte, Atocha, Menéndez Pelayo y Pacífico. La línea 6 también da servicio al mismo con las estaciones de Conde de Casal y Pacífico.

### Autobuses
Dentro de la red de la Empresa Municipal de Transportes de Madrid, las siguientes líneas prestan servicio a este barrio:
| Línea             | Terminales                               |
| ----------------- | ---------------------------------------- |
| 10                | Cibeles – Palomeras                      |
| 14                | Conde de Casal – Pío XII                 |
| 19                | Plaza de Cataluña – Legazpi              |
| 24                | Estación de Atocha – Estación de El Pozo |
| 26                | Tirso de Molina – Diego de León          |
| 32                | Jacinto Benavente – Pavones              |
| 37                | Cuatro Caminos – Puente de Vallecas      |
| 54                | Estación de Atocha – Congosto            |
| 56                | Diego de León – Puente de Vallecas       |
| 57                | Estación de Atocha – Alto del Arenal     |
| 59                | Estación de Atocha – San Cristóbal       |
| 63                | Felipe II – Santa Eugenia                |
| 86                | Estación de Atocha – Villaverde Alto     |
| 102               | Estación de Atocha – Estación de El Pozo |
| 136               | Pacífico – Madrid Sur                    |
| 141               | Estación de Atocha – Buenos Aires        |
| 143               | Manuel Becerra – Villa de Vallecas       |
| 145               | Conde de Casal – Ensanche de Vallecas    |
| 152               | Felipe II – Méndez Álvaro                |
| 156               | Manuel Becerra – Legazpi                 |
| 310               | Pacífico – Estación de El Pozo           |
| C1                | Circular 1                               |
| C2                | Circular 2                               |
| E                 | Conde de Casal – Sierra de Guadalupe     |
| N9                | Cibeles – Ensanche de Vallecas           |
| N10               | Cibeles – Palomeras                      |
| N11               | Cibeles – Madrid Sur                     |
| N25               | Alonso Martínez – Villa de Vallecas      |
| Exprés Aeropuerto | Atocha – Aeropuerto                      |
| Exprés Aeropuerto | Cibeles – Aeropuerto                     |
| NC1               | Circular 1                               |
| NC2               | Circular 2                               |
| NC2               | Circular 2                               |